# Кременя (Клуж)
Кременя (рум. Cremenea) — село у повіті Клуж в Румунії. Входить до складу комуни Бобилна.
Село розташоване на відстані 352 км на північний захід від Бухареста, 42 км на північ від Клуж-Напоки.

## Населення
За даними перепису населення 2002 року у селі проживали 90 осіб, з них 87 осіб (96,7%) румунів. Рідною мовою 89 осіб (98,9%) назвали румунську.